# Cabo Verde Airlines
Cabo Verde Airlines is de nationale luchtvaartmaatschappij van Kaapverdië met thuishaven op Praia, Kaapverdië.

## Geschiedenis
Cabo Verde Airlines werd in 1958 opgericht onder de naam Transportes Aéreos de Cabo Verde (TACV). In 1983 werd de maatschappij genationaliseerd.

## Diensten
De luchtvaartmaatschappij voert wekelijks lijnvluchten uit naar:
Binnenland:
- Boa Vista, Praia, Sal, São Vicente, Maio, São Filipe, São Nicolau.

Buitenland:
- Lissabon, Parijs-Charles de Gaulle, Milaan.

## Vloot
De vloot van Cabo Verde Airlines bestond in mei 2025 uit de volgende type vliegtuigen:
| Vliegtuigtype          | In dienst | Besteld | Passagiers | Passagiers | Passagiers | Registratie                                                |
| Vliegtuigtype          | In dienst | Besteld | J          | Y          | Totaal     | Registratie                                                |
| ---------------------- | --------- | ------- | ---------- | ---------- | ---------- | ---------------------------------------------------------- |
| ATR 72-500             | 1         | 0       | 0          | 72         | 72         | LY-JUP Geleased van Jump Air Interessant feitje: ex D4-CBT |
| ATR 72-600             | 0         | 2       | N.T.B.     | N.T.B.     | N.T.B.     | N.T.B.                                                     |
| Boeing 737-700         | 1         | 0       | 12         | 108        | 120        | D4-CCI                                                     |
| Boeing 737 MAX 8       | 1         | 0       | 0          | 174        | 174        | D4-CCJ                                                     |
| Bombardier Dash 8 Q400 | 1         | 0       | 0          | 78         | 78         | ZS-DHB Geleased van CemAir                                 |
| Totaal                 | 4         | 0       |            |            |            |                                                            |